# El Assafia
El Assafia è un comune dell'Algeria, situato nella provincia di Laghouat.